# The People That We Love
«The People That We Love» es el primer sencillo de la banda británica de rock alternativo Bush de su último sencillo de su cuarto álbum Golden State. Fue lanzada en 18 de enero de 2001.

## Videoclip
El video fue dirigido por Ulf Buddensieck en el verano de 2001 en el estudio de grabación en Londres.

## Posiciones
| Lista (2002)                                  | Posiciones |
| --------------------------------------------- | ---------- |
| German Singles Chart\|                        | 92         |
| UK Singles Chart                              | 81         |
| U.S. Billboard Bubbling Under Hot 100 Singles | 14         |
| U.S. Billboard Mainstream Rock Tracks         | 10         |
| U.S. Billboard Modern Rock Tracks             | 11         |